# Patinage artistique aux Jeux olympiques de 1988
Navigation
Sarajevo 1984 Albertville 1992
Les épreuves de patinage artistique aux Jeux olympiques d'hiver de 1988 se déroulent du 14 au 27 février 1988 à l'Olympic Saddledome et au Stampede Corral de Calgary au Canada.  
Les compétitions regroupent vingt-six pays et cent vingt-neuf athlètes (soixante-trois hommes et soixante-six femmes).
Quatre épreuves sont disputées :
- Concours Messieurs (le 17 février pour les figures imposées, le 18 février pour le programme court et le 20 février pour le programme libre).
- Concours Dames (le 24 février pour les figures imposées, le 25 février pour le programme court et le 27 février pour le programme libre).
- Concours Couples (le 14 février pour le programme court et le 16 février pour le programme libre).
- Concours Danse sur glace (le 21 février pour les danses imposées, le 22 février pour la danse originale et le 23 février pour la danse libre)

Ce sont les derniers jeux olympiques avec les figures imposées pour les catégories individuelles masculine et féminine. L'Union internationale de patinage les supprime lors de la saison 1990/1991. 
Pour la première fois aux jeux olympiques, au moins vingt couples de danseurs participent à la compétition de danse sur glace. 

## Participants

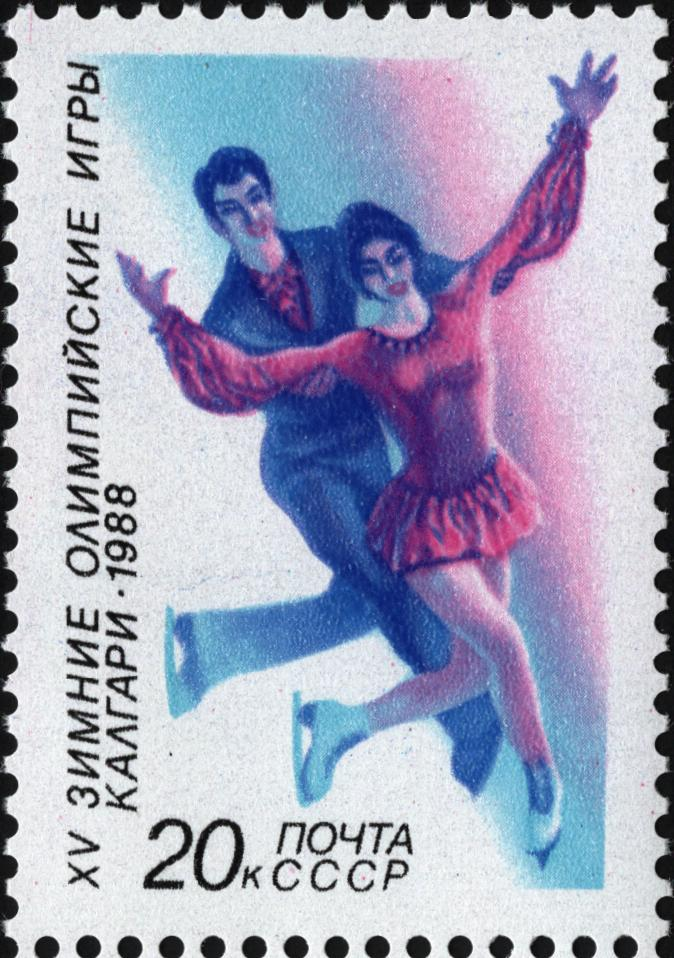
Timbre soviétique émis à l'occasion des XVe Jeux olympiques d'hiver.

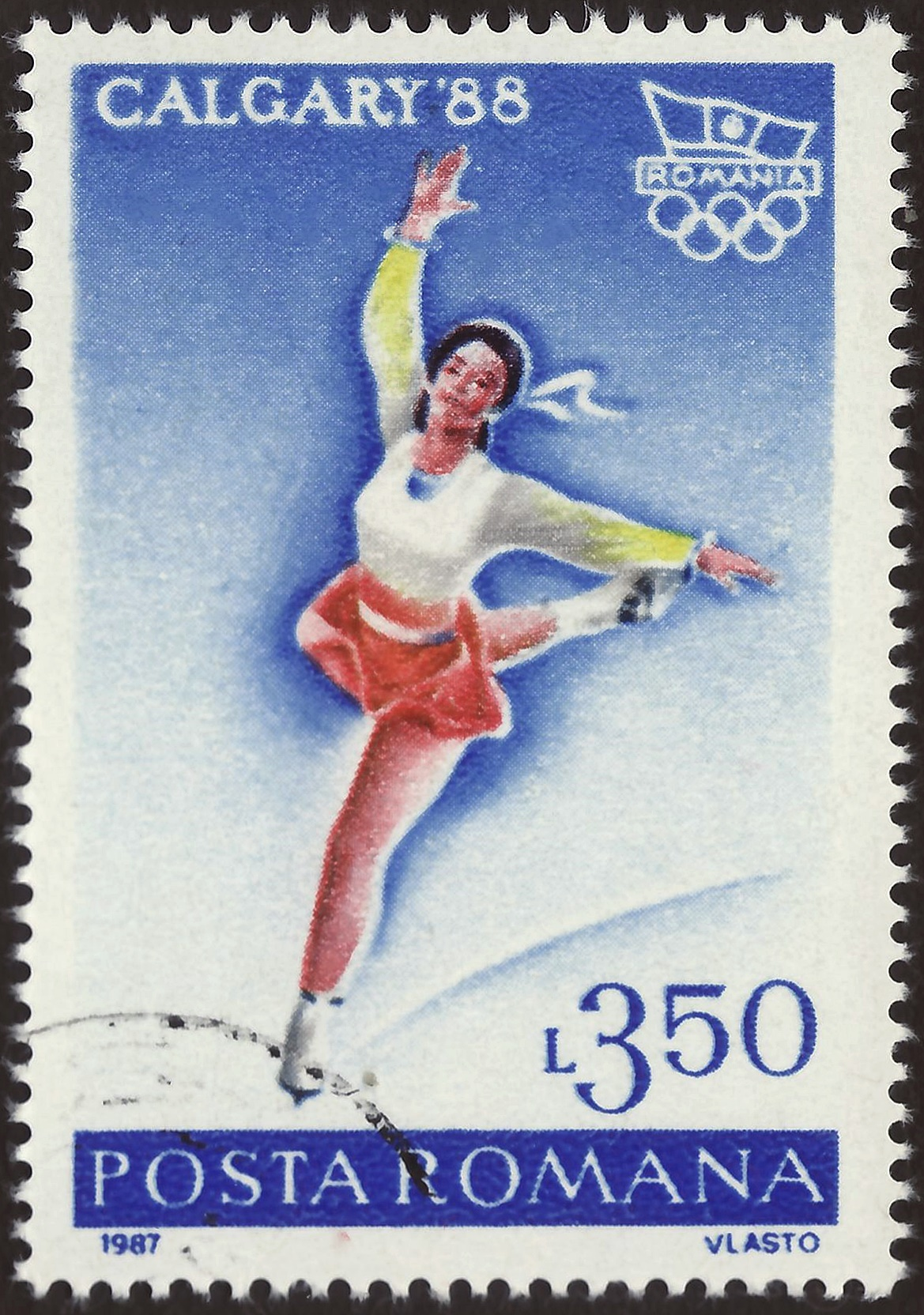
Timbre roumain émis à l'occasion des XVe Jeux olympiques d'hiver.

129 patineurs de 26 nations participent aux Jeux olympiques d'hiver de 1988 : 63 hommes et 66 femmes.
La Corée du Nord, le Mexique et Taipei chinois participent pour la première fois aux épreuves de patinage artistique des Jeux olympiques d'hiver.
| Pays                 | Participants Hommes | Participantes Femmes | Nombre d'hommes | Nombre de femmes | Nombre total |
| -------------------- | --- | --- | --------------- | ---------------- | ------------ |
| Allemagne de l'Est   | Michael Huth Alexander König | Simone Koch Peggy Schwarz Katarina Witt                                                                                              | 2               | 3                | 5            |
| Allemagne de l'Ouest | Ferdinand Becherer Heiko Fischer Holger Maletz Richard Zander                                                                                     | Antonia Becherer Brigitte Groh Marina Kielmann Claudia Leistner                                                                      | 4               | 4                | 8            |
| Australie            | Rodney Clarke Cameron Medhurst | Tracy Brook Monica MacDonald | 2               | 2                | 4            |
| Autriche             | Christoff Beck | Kathrin Beck | 1               | 1                | 2            |
| Belgique             | | Katrien Pauwels | 0               | 1                | 1            |
| Bulgarie             | Boyko Aleksiev | Petya Gavazova | 1               | 1                | 2            |
| Canada               | Kurt Browning Lloyd Eisler Michael Farrington Rodney Garossino Lyndon Johnston Doug Ladret Robert McCall Brian Orser Neil Paterson                | Denise Benning Isabelle Brasseur Melanie Cole Karyn Garossino Christine Hough Elizabeth Manley Tracy Wilson Charlene Wong            | 9               | 8                | 17           |
| Chine                | Li Wei Zhang Shubin Zhao Xiaolei | Jiang Yibing Liu Luyang Mei Zhibin                                                                                                   | 3               | 3                | 6            |
| Corée du Nord        | Ho Kang | Kim Song-suk | 1               | 1                | 2            |
| Corée du Sud         | Jung Sung-il | Byun Sung-jin | 1               | 1                | 2            |
| Danemark             | Lars Dresler | | 1               | 0                | 1            |
| Espagne              | | Yvonne Gómez | 0               | 1                | 1            |
| États-Unis           | Brian Boitano Christopher Bowman Joseph Druar Scott Gregory Peter Oppegard Wayne Seybold Todd Waggoner Paul Wylie                                 | Caryn Kadavy Natalie Seybold Debi Thomas Suzanne Semanick Jill Trenary Gillian Wachsman Jill Watson Susan Wynne                      | 8               | 8                | 16           |
| France               | Didier Courtois Paul Duchesnay Axel Médéric | Isabelle Duchesnay Agnès Gosselin Corinne Paliard                                                                                    | 3               | 3                | 6            |
| Hongrie              | Attila Tóth | Klára Engi Tamara Téglássy | 1               | 2                | 3            |
| Italie               | Roberto Pelizzola Alessandro Riccitelli | Beatrice Gelmini Lia Trovati | 2               | 2                | 4            |
| Japon                | Makoto Kano Hiroyuki Suzuki | Midori Ito Tomoko Tanaka Junko Yaginuma                                                                                              | 2               | 3                | 5            |
| Mexique              | Riccardo Olavarrieta | Diana Encinas | 1               | 1                | 2            |
| Pologne              | Andrzej Dostatni Grzegorz Filipowski | Honorata Górna | 2               | 1                | 3            |
| Royaume-Uni          | Paul Askham Neil Cushley Andrew Naylor Paul Robinson                                                                                              | Joanne Conway Lisa Cushley Gina Fulton Sharon Jones Cheryl Peake                                                                     | 4               | 5                | 9            |
| Suède                | Peter Johansson | Lotta Falkenbäck | 1               | 1                | 2            |
| Suisse               | Oliver Höner | Stéfanie Schmid | 1               | 1                | 2            |
| Taipei chinois       | David Liu | Pauline Lee | 1               | 1                | 2            |
| Tchécoslovaquie      | Petr Barna Ivan Havránek René Novotný | Lenka Knapová Viera Řeháková Iveta Voralová                                                                                          | 3               | 3                | 6            |
| Union soviétique     | Andreï Boukine Alexandre Fadeïev Sergueï Grinkov Vladimir Kotin Oleg Makarov Viktor Petrenko Sergueï Ponomarenko Genrikh Sretenski Oleg Vassiliev | Natalia Annenko Natalia Bestemianova Ekaterina Gordeeva Kira Ivanova Marina Klimova Anna Kondrashova Larisa Seleznyova Ielena Valova | 9               | 8                | 17           |
| Yougoslavie          | | Željka Čižmešija | 0               | 1                | 1            |
| Total                | Total | Total | 63              | 66               | 129          |

## Podiums
| Épreuves                            | Or                                    | Argent                               | Bronze                       |
| ----------------------------------- | ------------------------------------- | ------------------------------------ | ---------------------------- |
| Messieurs résultats détaillés       | Brian Boitano                         | Brian Orser                          | Viktor Petrenko              |
| Dames résultats détaillés           | Katarina Witt                         | Elizabeth Manley                     | Debi Thomas                  |
| Couples résultats détaillés         | Ekaterina Gordeeva / Sergueï Grinkov  | Ielena Valova / Oleg Vassiliev       | Jill Watson / Peter Oppegard |
| Danse sur glace résultats détaillés | Natalia Bestemianova / Andreï Boukine | Marina Klimova / Sergueï Ponomarenko | Tracy Wilson / Robert McCall |

## Tableau des médailles
| Rang  | Pays               | Médaille d'or, Jeux olympiques | Médaille d'argent, Jeux olympiques | Médaille de bronze, Jeux olympiques | Total |
| 1     | Union soviétique   | 2                              | 2                                  | 1                                   | 5     |
| 2     | États-Unis         | 1                              | 0                                  | 2                                   | 3     |
| 3     | Allemagne de l'Est | 1                              | 0                                  | 0                                   | 1     |
| 4     | Canada             | 0                              | 2                                  | 1                                   | 3     |
| Total | Total              | 4                              | 4                                  | 4                                   | 12    |

## Détails des compétitions
Pour la saison 1987/1988, les calculs des points se font selon la méthode suivante :
- chez les Messieurs et les Dames (0.6 point par place pour les figures imposées, 0.4 point par place pour le programme court, 1 point par place pour le programme libre)
- chez les couples artistiques (0.4 point par place pour le programme court, 1 point par place pour le programme libre)
- en danse sur glace (0.6 point par place pour les trois danses imposées, 0.4 point par place pour la danse originale, 1 point par place pour la danse libre)

### Messieurs
| Rang                                        | Nom                   | Nation               | Points | Fig. impo. | Prog. court | Prog. libre |
| ------------------------------------------- | --------------------- | -------------------- | ------ | ---------- | ----------- | ----------- |
| 1                                           | Brian Boitano         | États-Unis           | 3.0    | 2          | 2           | 1           |
| 2                                           | Brian Orser           | Canada               | 4.2    | 3          | 1           | 2           |
| 3                                           | Viktor Petrenko       | Union soviétique     | 7.8    | 6          | 3           | 3           |
| 4                                           | Alexandre Fadeïev     | Union soviétique     | 8.2    | 1          | 9           | 4           |
| 5                                           | Grzegorz Filipowski   | Pologne              | 10.8   | 7          | 4           | 5           |
| 6                                           | Vladimir Kotin        | Union soviétique     | 13.4   | 5          | 6           | 8           |
| 7                                           | Christopher Bowman    | États-Unis           | 13.8   | 8          | 5           | 7           |
| 8                                           | Kurt Browning         | Canada               | 15.4   | 11         | 7           | 6           |
| 9                                           | Heiko Fischer         | Allemagne de l'Ouest | 16.8   | 4          | 11          | 10          |
| 10                                          | Paul Wylie            | États-Unis           | 19.4   | 12         | 8           | 9           |
| 11                                          | Richard Zander        | Allemagne de l'Ouest | 23.2   | 9          | 17          | 11          |
| 12                                          | Oliver Höner          | Suisse               | 24.0   | 10         | 10          | 14          |
| 13                                          | Petr Barna            | Tchécoslovaquie      | 27.0   | 15         | 15          | 12          |
| 14                                          | Lars Dresler          | Danemark             | 28.2   | 14         | 12          | 15          |
| 15                                          | Axel Médéric          | France               | 30.4   | 13         | 14          | 17          |
| 16                                          | Neil Paterson         | Canada               | 31.4   | 17         | 13          | 16          |
| 17                                          | Makoto Kano           | Japon                | 32.0   | 19         | 19          | 13          |
| 18                                          | Paul Robinson         | Royaume-Uni          | 36.0   | 16         | 21          | 18          |
| 19                                          | Cameron Medhurst      | Australie            | 37.2   | 18         | 16          | 20          |
| 20                                          | Zhang Shubin          | Chine                | 39.4   | 22         | 18          | 19          |
| 21                                          | Alessandro Riccitelli | Italie               | 42.0   | 20         | 20          | 22          |
| 22                                          | Jung Sung-il          | Corée du Sud         | 45.0   | 24         | 24          | 21          |
| 23                                          | Michael Huth          | Allemagne de l'Est   | 45.6   | 21         | 25          | 23          |
| 24                                          | Peter Johansson       | Suède                | 46.6   | 23         | 22          | 24          |
| Patineurs éliminés après le programme court |                       |                      |        |            |             |             |
| 25                                          | David Liu             | Taipei chinois       |        | 25         | 23          | NC          |
| 26                                          | Boyko Aleksiev        | Bulgarie             |        | 26         | 27          | NC          |
| 27                                          | Riccardo Olavarrieta  | Mexique              |        | 28         | 26          | NC          |
| 28                                          | Ho Kang               | Corée du Nord        |        | 27         | 28          | NC          |

### Dames

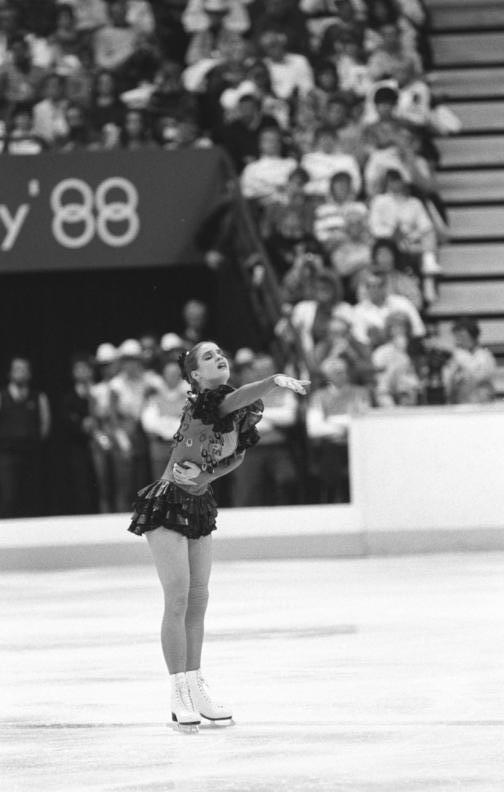
Katarina Witt aux Jeux olympiques d'hiver de 1988.

| Rang                                          | Nom              | Nation               | Points | Fig. impo. | Prog. court | Prog. libre |
| --------------------------------------------- | ---------------- | -------------------- | ------ | ---------- | ----------- | ----------- |
| 1                                             | Katarina Witt    | Allemagne de l'Est   | 4.2    | 3          | 1           | 2           |
| 2                                             | Elizabeth Manley | Canada               | 4.6    | 4          | 3           | 1           |
| 3                                             | Debi Thomas      | États-Unis           | 6.0    | 2          | 2           | 4           |
| 4                                             | Jill Trenary     | États-Unis           | 10.4   | 5          | 6           | 5           |
| 5                                             | Midori Ito       | Japon                | 10.6   | 10         | 4           | 3           |
| 6                                             | Claudia Leistner | Allemagne de l'Ouest | 13.2   | 6          | 9           | 6           |
| 7                                             | Kira Ivanova     | Union soviétique     | 13.6   | 1          | 10          | 9           |
| 8                                             | Anna Kondrashova | Union soviétique     | 15.2   | 9          | 7           | 7           |
| 9                                             | Simone Koch      | Allemagne de l'Est   | 19.6   | 14         | 8           | 8           |
| 10                                            | Marina Kielmann  | Allemagne de l'Ouest | 21.6   | 12         | 11          | 10          |
| 11                                            | Beatrice Gelmini | Italie               | 26.8   | 15         | 17          | 11          |
| 12                                            | Joanne Conway    | Royaume-Uni          | 28.0   | 8          | 18          | 16          |
| 13                                            | Charlene Wong    | Canada               | 29.4   | 18         | 14          | 13          |
| 14                                            | Junko Yaginuma   | Japon                | 29.6   | 16         | 15          | 14          |
| 15                                            | Stéfanie Schmid  | Suisse               | 31.0   | 21         | 16          | 12          |
| 16                                            | Agnès Gosselin   | France               | 34.2   | 13         | 21          | 18          |
| 17                                            | Katrien Pauwels  | Belgique             | 34.6   | 11         | 20          | 20          |
| 18                                            | Yvonne Gómez     | Espagne              | 34.8   | 17         | 19          | 17          |
| 19                                            | Tamara Téglássy  | Hongrie              | 35.2   | 19         | 22          | 15          |
| 20                                            | Iveta Voralová   | Tchécoslovaquie      | 37.0   | 22         | 12          | 19          |
| 21                                            | Lotta Falkenbäck | Suède                | 41.2   | 25         | 13          | 21          |
| 22                                            | Željka Čižmešija | Yougoslavie          | 44.0   | 20         | 25          | 22          |
| 23                                            | Gina Fulton      | Royaume-Uni          | 47.0   | 24         | 24          | 23          |
| Abandon                                       | Caryn Kadavy     | États-Unis           |        | 7          | 5           |             |
| Patineuses éliminées après le programme court |                  |                      |        |            |             |             |
| 25                                            | Tracy Brook      | Australie            |        | 26         | 23          | NC          |
| 26                                            | Jiang Yibing     | Chine                |        | 23         | 28          | NC          |
| 27                                            | Byun Sung-jin    | Corée du Sud         |        | 27         | 30          | NC          |
| 28                                            | Petya Gavazova   | Bulgarie             |        | 30         | 26          | NC          |
| 29                                            | Pauline Lee      | Taipei chinois       |        | 29         | 29          | NC          |
| 30                                            | Diana Encinas    | Mexique              |        | 28         | 31          | NC          |
| 31                                            | Kim Song-suk     | Corée du Nord        |        | 31         | 27          | NC          |

### Couples
| Rang    | Nom                                  | Nation               | Points | Prog. court | Prog. libre |
| ------- | ------------------------------------ | -------------------- | ------ | ----------- | ----------- |
| 1       | Ekaterina Gordeeva / Sergueï Grinkov | Union soviétique     | 1.4    | 1           | 1           |
| 2       | Ielena Valova / Oleg Vassiliev       | Union soviétique     | 2.8    | 2           | 2           |
| 3       | Jill Watson / Peter Oppegard         | États-Unis           | 4.2    | 3           | 3           |
| 4       | Larisa Seleznyova / Oleg Makarov     | Union soviétique     | 6.4    | 6           | 4           |
| 5       | Gillian Wachsman / Todd Waggoner     | États-Unis           | 6.6    | 4           | 5           |
| 6       | Denise Benning / Lyndon Johnston     | Canada               | 9.0    | 5           | 7           |
| 7       | Peggy Schwarz / Alexander König      | Allemagne de l'Est   | 10.4   | 11          | 6           |
| 8       | Christine Hough / Doug Ladret        | Canada               | 11.2   | 8           | 8           |
| 9       | Isabelle Brasseur / Lloyd Eisler     | Canada               | 11.8   | 7           | 9           |
| 10      | Natalie Seybold / Wayne Seybold      | États-Unis           | 14.0   | 10          | 10          |
| 11      | Brigitte Groh / Holger Maletz        | Allemagne de l'Ouest | 16.2   | 13          | 11          |
| 12      | Cheryl Peake / Andrew Naylor         | Royaume-Uni          | 16.8   | 12          | 12          |
| 13      | Lisa Cushley / Neil Cushley          | Royaume-Uni          | 18.6   | 14          | 13          |
| 14      | Mei Zhibin / Li Wei                  | Chine                | 20.0   | 15          | 14          |
| Abandon | Lenka Knapová / René Novotný         | Tchécoslovaquie      |        | 9           |             |

### Danse sur glace
| Rang | Nom                                   | Nation               | Points | Danses imposées | Danse originale | Danse libre |
| ---- | ------------------------------------- | -------------------- | ------ | --------------- | --------------- | ----------- |
| 1    | Natalia Bestemianova / Andreï Boukine | Union soviétique     | 2.0    | 1               | 1               | 1           |
| 2    | Marina Klimova / Sergueï Ponomarenko  | Union soviétique     | 4.0    | 2               | 2               | 2           |
| 3    | Tracy Wilson / Robert McCall          | Canada               | 6.0    | 3               | 3               | 3           |
| 4    | Natalia Annenko / Genrikh Sretenski   | Union soviétique     | 8.0    | 4               | 4               | 4           |
| 5    | Kathrin Beck / Christoff Beck         | Autriche             | 10.0   | 5               | 5               | 5           |
| 6    | Suzanne Semanick / Scott Gregory      | États-Unis           | 12.0   | 6               | 6               | 6           |
| 7    | Klára Engi / Attila Tóth              | Hongrie              | 14.0   | 7               | 7               | 7           |
| 8    | Isabelle Duchesnay / Paul Duchesnay   | France               | 16.0   | 8               | 8               | 8           |
| 9    | Antonia Becherer / Ferdinand Becherer | Allemagne de l'Ouest | 18.0   | 9               | 9               | 9           |
| 10   | Lia Trovati / Roberto Pelizzola       | Italie               | 20.0   | 10              | 10              | 10          |
| 11   | Susan Wynne / Joseph Druar            | États-Unis           | 22.0   | 11              | 11              | 11          |
| 12   | Karyn Garossino / Rodney Garossino    | Canada               | 24.0   | 12              | 12              | 12          |
| 13   | Sharon Jones / Paul Askham            | Royaume-Uni          | 26.0   | 13              | 13              | 13          |
| 14   | Corinne Paliard / Didier Courtois     | France               | 28.4   | 15              | 14              | 14          |
| 15   | Viera Řeháková / Ivan Havránek        | Tchécoslovaquie      | 29.6   | 14              | 15              | 15          |
| 16   | Melanie Cole / Michael Farrington     | Canada               | 32.0   | 16              | 16              | 16          |
| 17   | Honorata Górna / Andrzej Dostatni     | Pologne              | 34.0   | 17              | 17              | 17          |
| 18   | Tomoko Tanaka / Hiroyuki Suzuki       | Japon                | 36.0   | 18              | 18              | 18          |
| 19   | Liu Luyang / Zhao Xiaolei             | Chine                | 38.0   | 19              | 19              | 19          |
| 20   | Monica MacDonald / Rodney Clarke      | Australie            | 40.0   | 20              | 20              | 20          |